# Helena (žena Konstantina VIII.)
Helena (grč. Ελένη) bila je grčka plemkinja, kći plemića Alypiusa (Αλυπίου) i njegove supruge te carica Bizantskog Carstva kao supruga cara Konstantina VIII. Redovnik Mihael Psel smatrao je Helenu lijepom i kreposnom ženom. Helena i njezin muž bili su roditelji dviju bizantskih carica vladarica.

## Djeca
Djeca Helene i njezinog muža:
- Eudokija (Ευδοκία)
- Zoe (Ζωή)
- Teodora (Θεοδώρα)

| Kraljevske titule  | Kraljevske titule | Kraljevske titule |
| ------------------ | ----------------- | ----------------- |
| prethodnik Teodora | Bizantska carica  | nasljednik Zoe    |